# いすゞ自動車エンジン販売
いすゞ自動車エンジン販売株式会社（いすずじどうしゃえんじんはんばい）は、いすゞ自動車100%の子会社。本社を千葉県市原市に置く。

## 概要
産業用ディーゼルエンジン（建設・道路機械、フォークリフト、軌道車、農業・林業機械用向けのエンジン）と、マリンディーゼルエンジン（船舶用エンジン）を製造・販売・修理を行う。漁船・作業艇・プレジャーボートから、公用船の装備を必要とする中央官庁並びに各都道府県・地方公共団体などの官公庁へ多数採用されている。

## 沿革
- 1947年（昭和22年）11月 - 当社前身である東京ボート株式会社を創立。
- 1951年（昭和26年）2月 - 日本で初めて旧運輸省・海運局の高速舶用機関の認可を取得し、海上保安庁の救助艇及びポンプ起動機として採用される。
- 1972年（昭和47年）9月 - 社名をいすゞマリン製造株式会社に変更。
- 1992年（平成4年）9月 - 車両用ディーゼルエンジンの開発用性能運転試験工場を新設。
- 2003年（平成15年）
  - 9月 - 東京ディズニーシーへの舶用エンジン及び舶用発電機納入累計が50台突破。
  - 10月 -
    - マリンエンジンの国内・海外への販売権をいすゞ自動車から当社に移管。
    - 神奈川いすゞ自動車のマリンエンジンの販売権を当社に移管。
- 2004年（平成16年） - いすゞ自動車近畿より和歌山地区におけるマリンエンジンの販売権を当社に移管。
- 2006年（平成18年）
  - 静岡いすゞ自動車のマリンエンジンの販売権を当社に移管。
  - 12月 - いすゞ自動車が全株式を取得し、同社の100％子会社となる。
- 2007年（平成19年）
  - 1月 - いすゞ自動車東海及び三重いすゞ自動車のマリンエンジンの販売権を当社に移管。
  - 10月 - 日本初となるアメリカ舶用排気ガス基準を達成したコモンレール式舶用エンジン及び舶用発電機の開発に成功、販売開始。
- 2008年（平成20年）10月 - いすゞ自動車四国、香川いすゞ自動車並びにいすゞ自動車北陸のマリンエンジンの販売権を当社に移管。
- 2009年（平成21年）
  - 東北海道いすゞ自動車のマリンエンジンの販売権を当社に移管。
  - 10月 - いすゞ自動車九州のマリンエンジンの販売権を当社に移管。
- 2010年（平成22年）10月 - いすゞ自動車南九州、沖縄いすゞ自動車のマリンエンジンの販売権を当社へ移管。
- 2011年（平成23年）4月 - いすゞ自動車近畿より神戸地区におけるマリンエンジンの販売権を当社へ移管。
- 2013年（平成25年）4月 - いすゞ自動車エンジン販売株式会社へ社名変更。同時に本社を東京都品川区へ移転。
- 2022年（令和4年）5月 - 本社を千葉県市原市へ再移転。

## 事業所所在地
- 本社 - 千葉県市原市松ヶ島西
- 千葉工場 - 千葉県市原市松ヶ島西
- 関東・東日本営業所（秋田県および山形県を除く東北地方、千葉・茨城・東京地区）- 千葉県市原市松ヶ島西
  - 関東・東日本営業所青森センター - 青森県青森市八ツ役
    - いすゞ自動車東北株式会社青森支店に併設
- 関東・東日本営業所（神奈川地区）- 神奈川県横須賀市根岸町（神奈川いすゞ自動車株式会社　横須賀工場内）
- 中部営業所 - 愛知県小牧市大字小牧原（小牧いすゞ自動車株式会社 内）
- 関西営業所 - 兵庫県神戸市東灘区向洋町（いすゞ自動車近畿株式会社 神戸支店 内）
- 四国営業所 - 愛媛県松山市土居町
  - 四国営業所 高知センター - 高知県高知市南ノ丸町
  - 四国営業所 香川センター - 高知県高松市春日町
- 九州・沖縄営業所 - 福岡県古賀市古賀
  - 九州・沖縄営業所 鹿児島センター - 鹿児島県霧島市隼人町
  - 九州・沖縄営業所 熊本センター - 熊本県熊本市南高江
  - 九州・沖縄営業所 沖縄センター - 沖縄県浦添市字牧港

販売・サービスネットワーク
北海道エリア
- 北海道いすゞ自動車株式会社

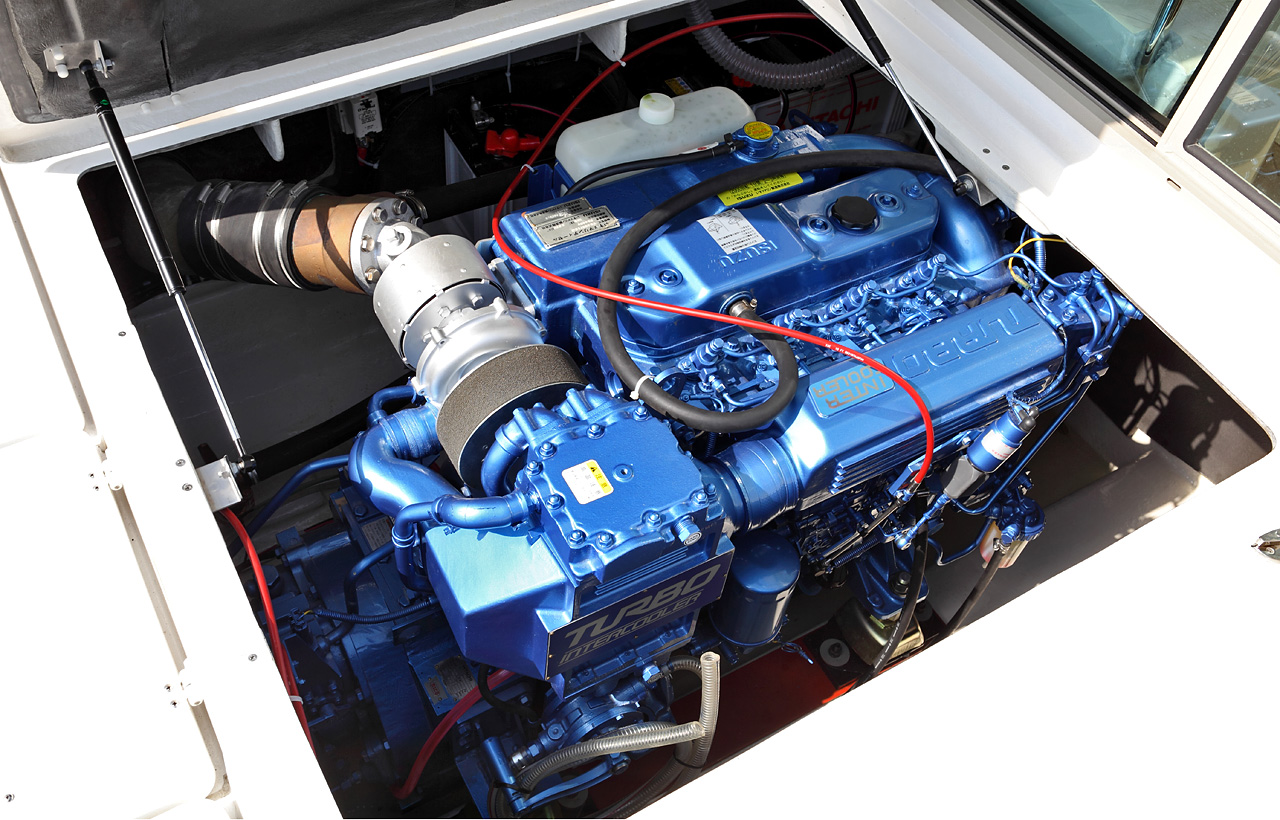
いすゞマリン製造製（現・いすゞ自動車エンジン販売）のマリンエンジン

  - 札幌支店、函館支店、旭川支店、室蘭支店、苫小牧支店、静内支店

東北エリア
- 山形いすゞ自動車株式会社
  - 酒田営業所、鶴岡営業所

北陸信越エリア
- 新潟いすゞ自動車株式会社
  - 新潟支店
- 富山いすゞ自動車株式会社
  - 新川営業所

関西エリア
- いすゞ自動車近畿株式会社
  - 綾部営業所

中国エリア
- いすゞ自動車中国四国株式会社
  - 広島東SC、福山SC、岡山SC、山口支社、長門マリン

関連会社
- いすゞ・やまとエンジン株式会社
- 五十铃汽车工程柴油机(上海)有限公司

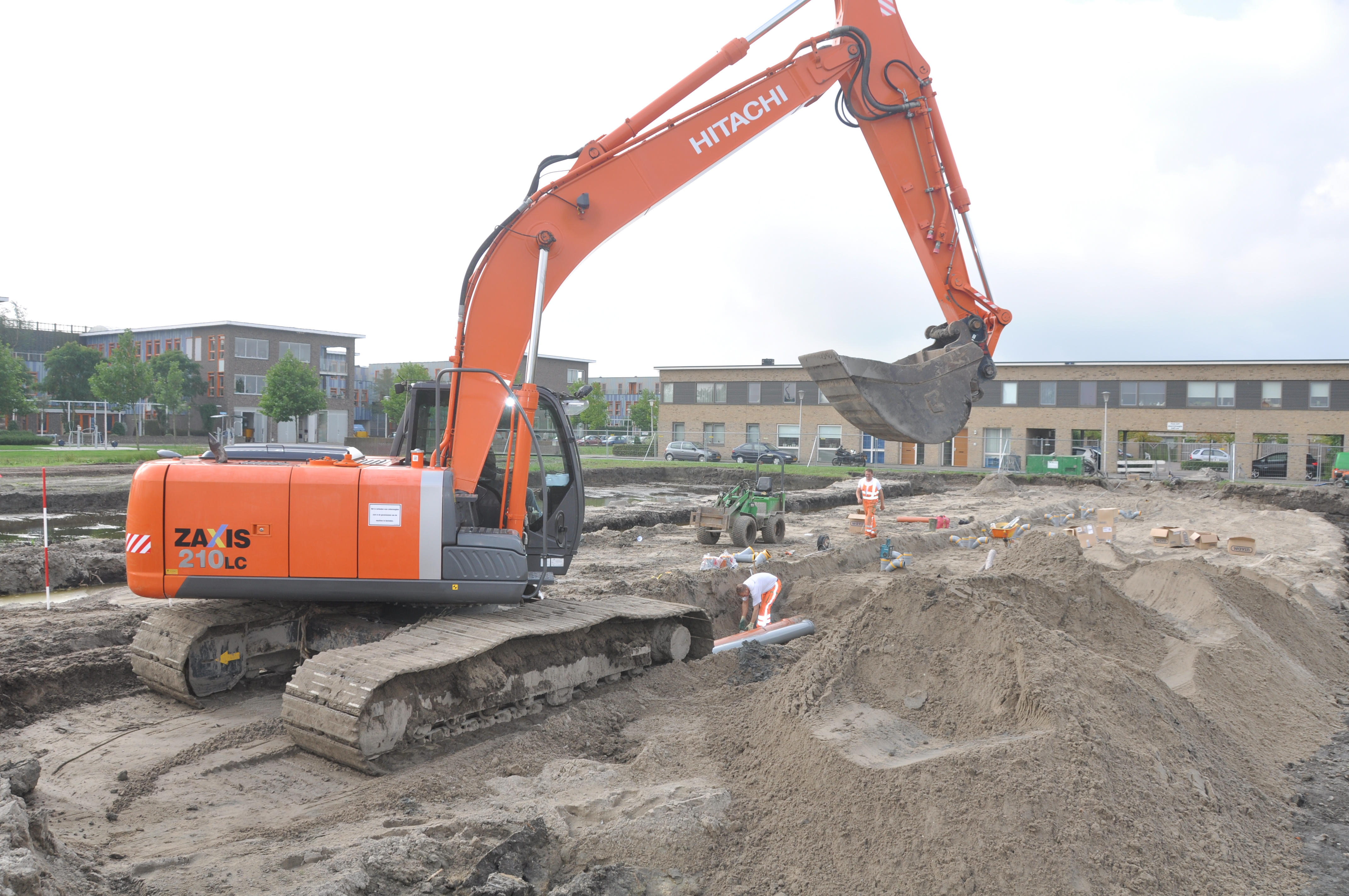
いすゞ自動車製のエンジンを搭載しているショベルカー（建機）の一例。HITACHI ZAXIS210シリーズ